# Doux, Ardennes
Doux är en kommun i departementet Ardennes i regionen Grand Est (tidigare regionen Champagne-Ardenne) i nordöstra Frankrike. Kommunen ligger  i kantonen Rethel som ligger i arrondissementet Rethel. År 2022 hade Doux 102 invånare.

## Befolkningsutveckling
Antalet invånare i kommunen Doux
Referens: INSEE